# Daniele Portanova
Daniele Portanova (Roma, 17 dicembre 1978) è un ex calciatore italiano, di ruolo difensore.

## Biografia
Nato a Roma, dove tutto il suo ramo familiare è emigrato da Monteverde in provincia di Avellino, è cresciuto nella borgata popolare romana di Montespaccato.

Nel 2013, insieme all'amico Mattia Nannini, ha dato vita ad un marchio per una linea di abbigliamento chiamato DM.
Tifoso della Lazio, si è offerto più volte di vestire la maglia biancoceleste ma la sua offerta è sempre stata rifiutata dalla dirigenza.
Durante l'adolescenza ha conosciuto la napoletana Antonia con cui si è sposato nel 2000: la coppia ha quattro figli, tra cui Manolo (2000), Denis (2001) e William (2003) che hanno seguito le orme paterne diventando anche loro calciatori.

## Caratteristiche tecniche
Difensore alto e roccioso, ma non per questo meno veloce e abile nelle chiusure, era bravo nel gioco aereo e si rendeva spesso pericoloso nelle aree avversarie, mentre aveva meno capacità nella costruzione del gioco e negli appoggi.

## Carriera

### Giocatore

#### Gli inizi
Inizia la carriera nelle giovanili della Roma che lo prende dal Casalotti, dove era arrivato dal Montespaccato, poi passa in quelle della Fermana, squadra con la quale debutta in Serie C1 nella stagione 1997-1998. Ingaggiato dal Genoa, colleziona 6 presenze in Serie B.
La stagione successiva si trasferisce al Cosenza, tra i cadetti. Con la squadra calabrese non riesce mai a scendere in campo, e a settembre del 1999 va all'Avellino con cui disputa 9 partite in Serie C1.
Nel 2000 è al Messina con cui gioca tre stagioni, la prima delle quali terminata con promozione in Serie B. Lascia il Messina dopo aver collezionato 85 presenze, 5 gol.
Successivamente è acquistato dal Napoli, sempre in Serie B. In Campania disputa 31 gare in campionato e 1 in Coppa Italia senza segnare mai e a fine stagione, con il fallimento del club partenopeo, si svincola.

#### Siena
La stagione successiva si trasferisce a titolo definitivo al Siena e debutta in Serie A, in occasione della sconfitta esterna del 12 settembre 2004 contro il Palermo (1-0). Nelle cinque stagioni di militanza al Siena è spesso titolare della retroguardia e gioca con continuità. In Toscana raggiunge 158 presenze (8 gol) in Serie A. Nella massima categoria dei calciatori del Siena, è secondo, come numero di presenze, a Simone Vergassola.

#### Bologna
Il 19 agosto 2009 si trasferisce al Bologna in uno scambio con Claudio Terzi, firmando un contratto quadriennale da 600.000 euro a stagione.
Il 23 settembre 2009 sigla al Livorno la sua prima rete in rossoblù, momentaneo vantaggio del Bologna che vincerà 2-0. L'11 aprile 2010 si ripete nella gara contro la Lazio poi persa (2-3); tifoso della Lazio, in occasione del gol trattiene l'esultanza, comportamento che, nel momento di difficoltà dei rossoblu, gli è causa di critiche provenienti dalla tifoseria bolognese. Segna anche la prima rete in Coppa Italia al Padova, dove la squadra batte gli avversari 2-1.
Il 16 dicembre 2012, al rientro dopo quattro mesi di squalifica per calcioscommesse, realizza il suo primo gol stagionale che si rivela decisivo nella vittoria 3-2 del Bologna a Napoli.

#### Ritorno al Genoa
Il 30 gennaio 2013 si trasferisce a titolo definitivo al Genoa, firmando un contratto fino al 2016. Il 17 marzo 2013 segna a Firenze il suo unico gol stagionale con la maglia dei grifoni nella partita persa 3-2 con la Fiorentina. Conclude la stagione in Liguria con 15 presenze ed un gol.
In seguito al ritiro di Marco Rossi, il 1º agosto 2013 diventa nuovo capitano della squadra. Il 17 agosto 2013 debutta da capitano nella sconfitta ai rigori, dopo il 2-2 dei tempi regolamentari, in Coppa Italia con lo Spezia. Esordisce in campionato il 25 agosto successivo, nella trasferta di Milano con l'Inter; mentre il 10 novembre 2013 segna il suo primo ed unico gol stagionale, il momentaneo 1-0 nella sfida casalinga vinta 2-0 con il Verona. Conclude la stagione con 21 presenze e un gol.
L'11 luglio 2014 il presidente del Genoa Enrico Preziosi lo inserisce tra i giocatori cedibili e messo fuori squadra, non venendo neanche convocato per il ritiro estivo del club genovese a Neustift im Stubaital.
Il successivo 1º settembre risolve consensualmente il contratto con i liguri rimanendo svincolato.

#### Ritorno al Siena e ritiro
Dopo essersi allenato a partire dal 21 ottobre con il Siena, militante in serie D, il 31 dicembre 2014 firma per la società toscana, tornando quindi a Siena dopo sei anni. Con i toscani, Portanova ottiene la promozione in Lega Pro e conquista anche lo scudetto dei dilettanti: nella finale contro l'Akragas, vinta ai rigori, in cui ha anche realizzato una doppietta.
Il 30 marzo 2017, dopo essere rimasto svincolato dall'estate precedente, annuncia il definitivo ritiro dal calcio giocato.

### Dopo il ritiro
Dopo aver intrapreso la carriera di procuratore sportivo con Matteo Materazzi, che era stato suo agente, il 26 febbraio 2025 torna al Cosenza dopo 26 anni come vice di Nicola Belmonte, suo compagno al Siena.

## Controversie
Coinvolto nell'ambito dell'inchiesta sul calcioscommesse della Procura di Bari, il 2 aprile 2012 viene indagato per la probabile combine di alcune partite del campionato di Serie A 2010-2011.
Il 26 luglio viene deferito dal procuratore federale Stefano Palazzi per illecito sportivo in merito a Bologna-Bari del 2011. Il 3 agosto Palazzi richiede per lui una squalifica pari a tre anni, quindi il 10 agosto la Commissione Disciplinare della Federcalcio lo condanna a sei mesi di squalifica (reato derubricato da illecito sportivo a omessa denuncia). Il 13 agosto Palazzi presenta ricorso contro la derubricazione del reato, ma il 22 agosto in secondo grado gli viene confermata la squalifica. In appello la squalifica viene ridotta a quattro mesi.

## Statistiche

### Presenze e reti nei club
| Stagione        | Squadra         | Campionato      | Campionato | Campionato | Coppe nazionali | Coppe nazionali | Coppe nazionali | Coppe continentali | Coppe continentali | Coppe continentali | Altre coppe | Altre coppe | Altre coppe | Totale | Totale |
| Stagione        | Squadra         | Comp            | Pres       | Reti       | Comp            | Pres            | Reti            | Comp               | Pres               | Reti               | Comp        | Pres        | Reti        | Pres   | Reti   |
| --------------- | --------------- | --------------- | ---------- | ---------- | --------------- | --------------- | --------------- | ------------------ | ------------------ | ------------------ | ----------- | ----------- | ----------- | ------ | ------ |
| 1997-1998       | Fermana         | C1              | 20         | 1          | CI-C            | 0               | 0               | -                  | -                  | -                  | -           | -           | -           | 20     | 1      |
| 1998-1999       | Genoa           | B               | 6          | 0          | CI              | 4               | 0               | -                  | -                  | -                  | -           | -           | -           | 10     | 0      |
| ago.-set. 1999  | Cosenza         | B               | 0          | 0          | CI              | 3               | 0               | -                  | -                  | -                  | -           | -           | -           | 3      | 0      |
| 1999-2000       | Avellino        | C1              | 9          | 0          | CI-C            | 0               | 0               | -                  | -                  | -                  | -           | -           | -           | 9      | 0      |
| 2000-2001       | Messina         | C1              | 33+3       | 1          | CI-C            | 0               | 0               | -                  | -                  | -                  | -           | -           | -           | 36     | 1      |
| 2001-2002       | Messina         | B               | 18         | 0          | CI              | 1               | 0               | -                  | -                  | -                  | -           | -           | -           | 19     | 0      |
| 2002-2003       | Messina         | B               | 34         | 4          | CI              | 1               | 0               | -                  | -                  | -                  | -           | -           | -           | 35     | 4      |
| Totale Messina  | Totale Messina  | Totale Messina  | 85+3       | 5          |                 | 2               | 0               |                    | -                  | -                  |             | -           | -           | 90     | 5      |
| 2003-2004       | Napoli          | B               | 31         | 0          | CI              | 1               | 0               | -                  | -                  | -                  | -           | -           | -           | 32     | 0      |
| 2004-2005       | Siena           | A               | 26         | 4          | CI              | 0               | 0               | -                  | -                  | -                  | -           | -           | -           | 26     | 4      |
| 2005-2006       | Siena           | A               | 31         | 0          | CI              | 2               | 1               | -                  | -                  | -                  | -           | -           | -           | 33     | 1      |
| 2006-2007       | Siena           | A               | 28         | 2          | CI              | 2               | 1               | -                  | -                  | -                  | -           | -           | -           | 30     | 3      |
| 2007-2008       | Siena           | A               | 37         | 1          | CI              | 0               | 0               | -                  | -                  | -                  | -           | -           | -           | 37     | 1      |
| 2008-2009       | Siena           | A               | 36         | 1          | CI              | 1               | 1               | -                  | -                  | -                  | -           | -           | -           | 37     | 2      |
| 2009-2010       | Bologna         | A               | 36         | 2          | CI              | 0               | 0               | -                  | -                  | -                  | -           | -           | -           | 36     | 2      |
| 2010-2011       | Bologna         | A               | 33         | 1          | CI              | 1               | 0               | -                  | -                  | -                  | -           | -           | -           | 34     | 1      |
| 2011-2012       | Bologna         | A               | 34         | 3          | CI              | 1               | 1               | -                  | -                  | -                  | -           | -           | -           | 35     | 4      |
| 2012-gen. 2013  | Bologna         | A               | 5          | 1          | CI              | 2               | 0               | -                  | -                  | -                  | -           | -           | -           | 7      | 1      |
| Totale Bologna  | Totale Bologna  | Totale Bologna  | 108        | 7          |                 | 4               | 1               |                    | -                  | -                  |             | -           | -           | 112    | 8      |
| gen.-giu. 2013  | Genoa           | A               | 15         | 1          | CI              | 0               | 0               | -                  | -                  | -                  | -           | -           | -           | 15     | 1      |
| 2013-2014       | Genoa           | A               | 21         | 1          | CI              | 1               | 0               | -                  | -                  | -                  | -           | -           | -           | 22     | 1      |
| Totale Genoa    | Totale Genoa    | Totale Genoa    | 42         | 2          |                 | 5               | 0               |                    | -                  | -                  |             | -           | -           | 47     | 2      |
| gen.-giu. 2015  | Siena           | D               | 20+4       | 1+2        | CI-D            | 0               | 0               | -                  | -                  | -                  | -           | -           | -           | 24     | 3      |
| 2015-2016       | Siena           | LP              | 27         | 1          | CI-LP           | 3               | 0               | -                  | -                  | -                  | -           | -           | -           | 30     | 1      |
| Totale Siena    | Totale Siena    | Totale Siena    | 205+4      | 10+2       |                 | 8               | 3               |                    | -                  | -                  |             | -           | -           | 217    | 15     |
| Totale carriera | Totale carriera | Totale carriera | 500+7      | 25+2       |                 | 23              | 4               |                    | -                  | -                  |             | -           | -           | 530    | 30     |

## Palmarès

### Club

#### Competizioni nazionali
- Campionato italiano di Serie D: 1

Siena: 2014-2015
- Scudetto Dilettanti: 1

Siena: 2014-2015